# Shawn Marion
Shawn Marion   (Waukegan, 7 de maig de 1978) Shawn Dwayne Marion és un jugador de bàsquet professional estatunidenc que va jugar 16 temporades a la National Basketball Association (NBA). Marion va acabar la seva carrera com a quatre vegades All-Star de l'NBA, dues vegades membre de l'equip All-NBA i una vegada campió de l'NBA, ajudant als Dallas Mavericks a guanyar el seu primer títol el 2011. Sobrenomenat "The Matrix" per L'exjugador de l'NBA Kenny Smith durant la pretemporada del seu any de debutant, va ser àmpliament considerat com un dels jugadors més versàtils de la lliga a causa del seu atletisme i habilitat per jugar i defensar moltes posicions. També era conegut per la seva forma poc ortodoxa de tir.